# 丁茵大桥
丁茵大桥，又称丹林大桥，是一座连接缅甸丹林和仰光两座城市的桥梁。这座桥横跨1公里宽的勃固河，位于该河与仰光河交汇处东北约42公里处。这座桥中间有一条单轨，两边各有一条公路。缅甸的6号高速公路穿过该桥，连接仰光与迪拉瓦港和丹林工业区。

## 历史
这座桥由中国提供资金和技术援助建造，于1985年开始修建，但由于1988年8888民主運動后政治局势不稳定，从1988年8月到1989年4月，这座桥停工了大约八个月。这座桥的总造价为16.5亿缅币，其中包括来自中国的2.07亿人民币无息贷款。